# Schistocerca
Schistocerca là một chi châu chấu. Loài nổi tiếng nhất có lẽ là châu chấu sa mạc, S. gregaria. Có khoảng 50 loài khác.
Các loài bao gồm:
- Schistocerca albolineata
- Schistocerca alutacea
- Schistocerca americana - châu chấu Mỹ
- Schistocerca camerata
- Schistocerca cancellata
- Schistocerca ceratiola
- Schistocerca damnifica
- Schistocerca emarginata
- Schistocerca flavofasciata
- Schistocerca gregaria - châu chấu sa mạc
- Schistocerca impleta
- Schistocerca lineata
- Schistocerca literosa
- Schistocerca melanocera
- Schistocerca nitens - châu chấu chim xám
- Schistocerca obscura
- Schistocerca pallens
- Schistocerca piceifrons
- Schistocerca quisqueya
- Schistocerca rubiginosa
- Schistocerca shoshone

## Hình ảnh

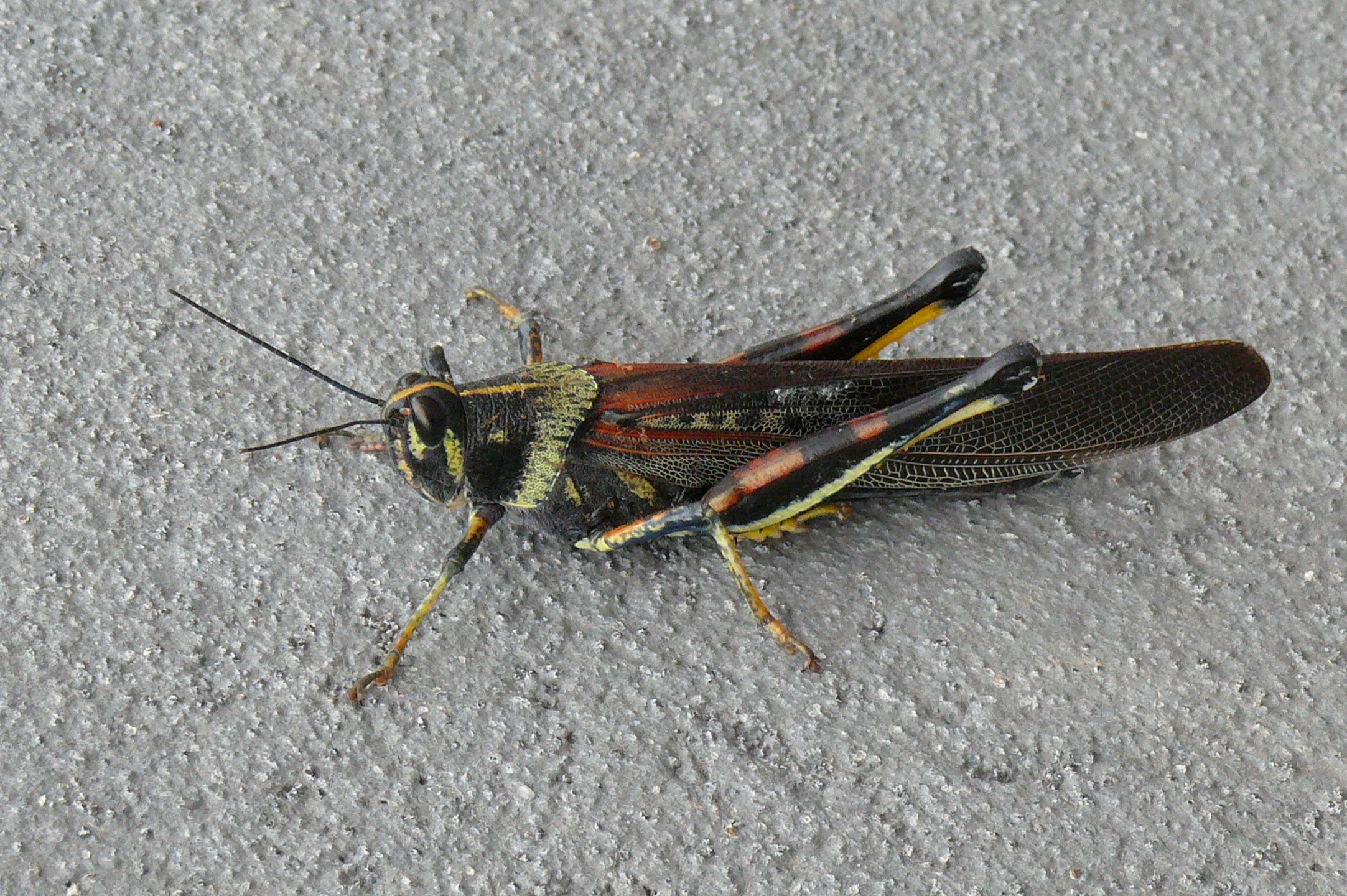
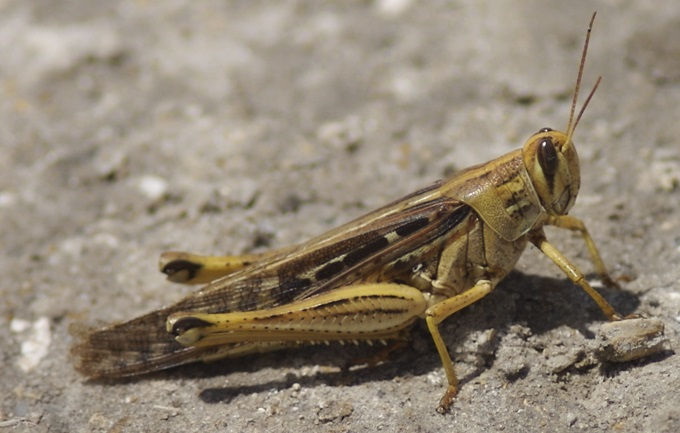
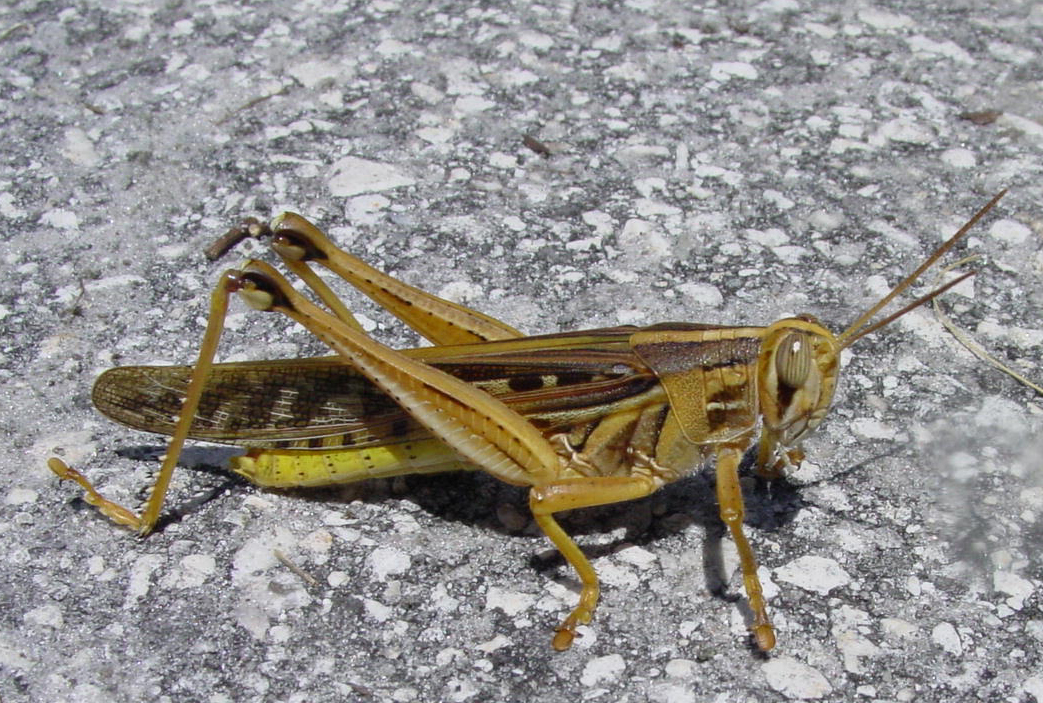
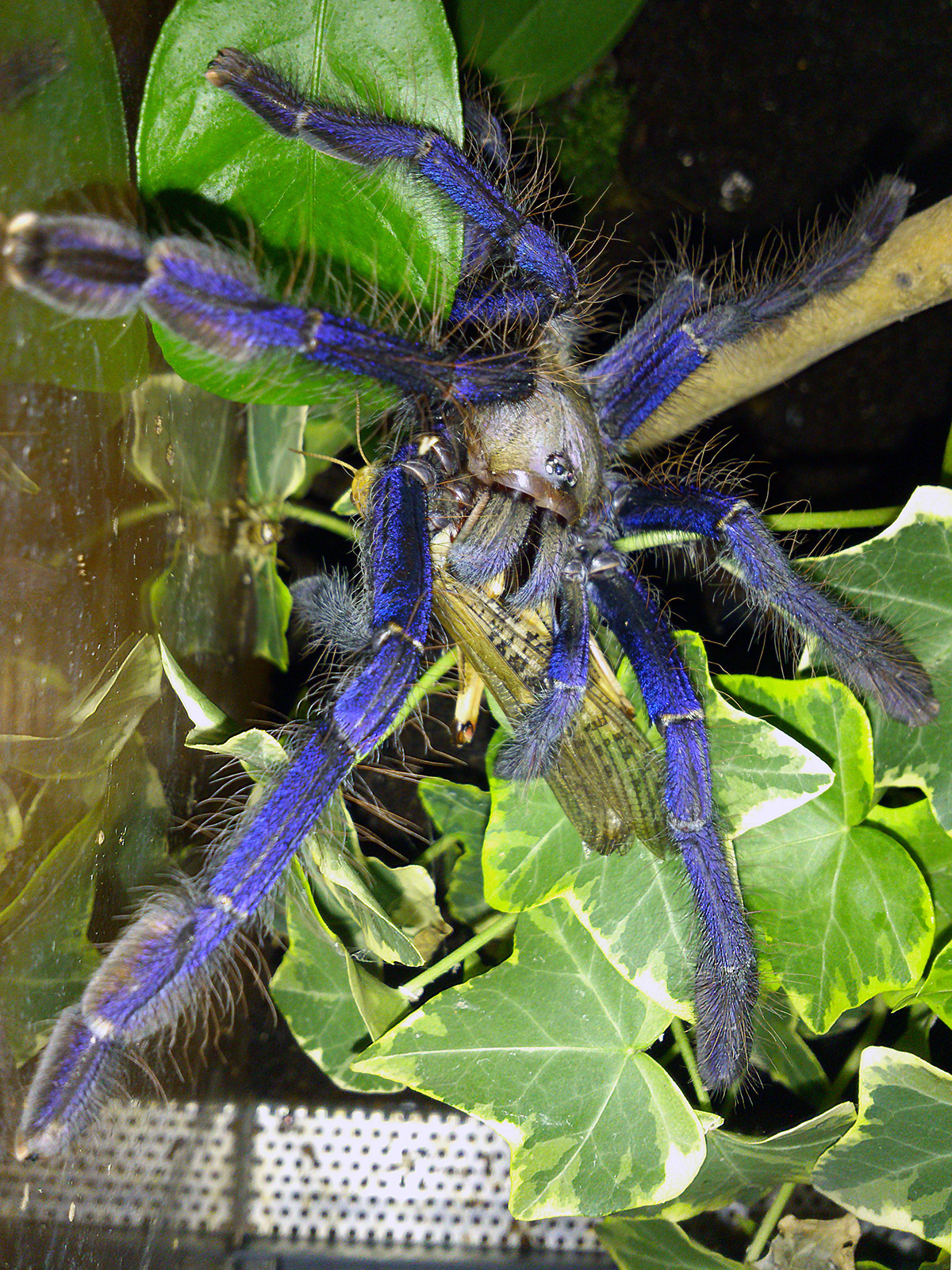